# Unwetter in Japan 2018
Das Unwetter in Japan 2018 (jap. 平成30年7月豪雨 Heisei 30-nen 7-gatsu Gōu; etwa „Schwere Regenfälle im Juli des Jahres Heisei 30“) führte im Westen des Landes aufgrund von Überschwemmungen zu schwersten Schäden und forderte mehr als 200 Todesopfer. Besonders betroffen waren die Präfekturen Hiroshima, Okayama und Ehime; insgesamt wurden über 8 Millionen Bewohner aufgefordert, ihre Häuser zu verlassen und Notunterkünfte aufzusuchen. Verursacht wurden die Überschwemmungen teilweise durch den Taifun „Prapiroon“ (平成30年台風第7号 Heisei 30-nen Taifū dai-7-gō; etwa „7. Taifun des Jahres Heisei 30“), der Westjapan am 3. Juli erreicht und schwere Regenfälle ausgelöst hatte. Kombiniert mit den ohnehin schon starken und andauernden Niederschlägen in dieser Region liefen viele Bäche, Flüsse und Seen über und führten zu Sturzfluten, die Gebäude durch die Wassermassen und Erdrutsche zerstörten.
Bei diesem Unwetter handelt es sich in Japan gemessen an der Opferzahl um das schwerste seit 1982, als in der Präfektur Nagasaki 299 Personen starben. Die Meteorologische Behörde (kurz JMA) hatte schon im Voraus vor „noch nie dagewesenen Regenfällen“ gewarnt und ab 5. Juli über 100.000 Bewohnern der Präfekturen Osaka und Hyōgo empfohlen, ihre Häuser zu verlassen. Ähnliche Überschwemmungen hatten bereits 2017 auf der Insel Kyūshū zu 40 Toten geführt.

## Verlauf

Verlauf der Niederschläge von 3. bis 9. Juli (Daten des MLIT)

Die Anfänge der starken Niederschläge reichen bis zum 28. Juni 2018 zurück, als es im Norden Kyūshūs ungewöhnlich lange geregnet hatte. Ebenfalls am 28. Juni entstand in der Nähe des Atolls Okinotorishima im Pazifik, östlich von Taiwan, der Taifun „Prapiroon“, der etwa am 3. Juli die Präfektur Okinawa im Süden Japans erreichte. Infolgedessen wurden in mehreren Regionen die höchsten Niederschlagswerte seit Beginn der Aufzeichnungen gemessen, so z. B. 1800 mm auf Shikoku und 1200 mm in Tōhoku. Für die betroffenen Präfekturen mit Niederschlagswerten von teilweise über 1000 mm erteilte die JMA am 6. Juli nacheinander „Notfall-Unwetterwarnungen“ (特別警報 Tokubetsu Keihō; eng. Emergency Warning); dies waren Okayama, Hiroshima, Tottori, Fukuoka, Saga, Nagasaki, Hyōgo, Kyōto, Gifu, Kōchi und Aichi. Die Wassermassen erreichten am 5. und 6. Juli Höhen von bis zu 5 m und zwangen viele Bewohner, die ihre Häuser nicht rechtzeitig verlassen hatten, auf deren Dächern auszuharren. Die starken Regenfälle endeten allmählich am 9. Juli und wurden anschließend von einer Hitzewelle abgelöst, welche die Rettungsarbeiten zusätzlich erschwerte und auch für Evakuierte und freiwillige Helfer aufgrund des Risikos für Hitzschläge gefährlich wurde.

## Ausmaße

### Opfer und Sachschäden

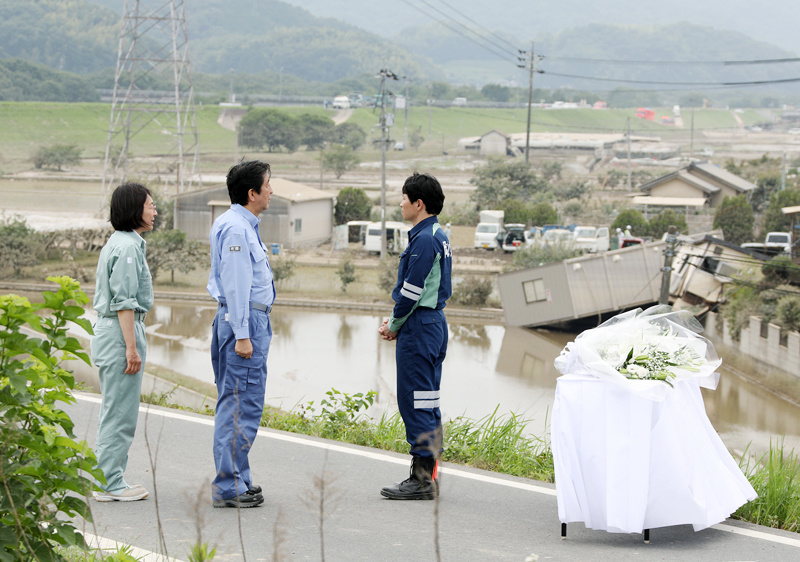
Premierminister Shinzō Abe (Mitte) am 11. Juli im Katastrophengebiet …

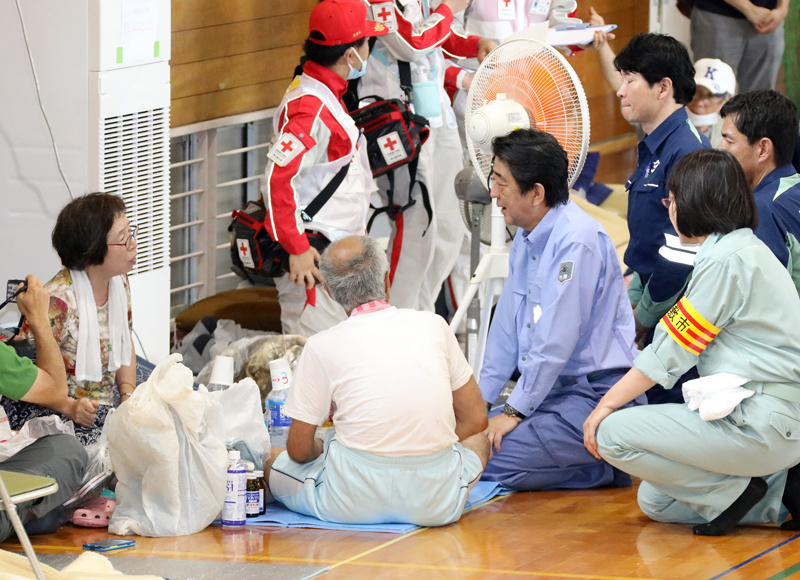
… und in einer Notunterkunft in der Präfektur Okayama

Die JMA hatte seit dem 5. Juli ausdrücklich vor lebensbedrohlichen Regenfällen gewarnt und Bewohner der betroffenen Regionen zu besonderer Vorsicht aufgefordert. Insgesamt wurde 8 Millionen Menschen empfohlen, sich in Sicherheit zu bringen. Etwa 70 % der Todesopfer sind über 60 Jahre alt. Mit Stand 20. Juli 2018 hatten die Regenfälle laut dem Innenministerium je nach betroffener Präfektur folgende Auswirkungen:
| Präfektur | Opfer | Opfer     | Opfer     | Opfer     | Opfer     | Sachschäden          | Sachschäden        | Sachschäden     | Sachschäden         | Sachschäden    |
| Präfektur | Tote  | Vermisste | Verletzte | Verletzte | Verletzte | Wohngebäude          | Wohngebäude        | Wohngebäude     | Andere Gebäude      | Andere Gebäude |
| Präfektur | Tote  | Vermisste | Schwer    | Leicht    | Unbekannt | Vollständig zerstört | Teilweise zerstört | Leicht zerstört | Öffentliche Gebäude | Andere         |
| --------- | ----- | --------- | --------- | --------- | --------- | -------------------- | ------------------ | --------------- | ------------------- | -------------- |
| Hokkaidō  | 0     | 0         | 0         | 0         | 0         | 0                    | 0                  | 1               | 0                   | 3              |
| Akita     | 0     | 0         | 0         | 0         | 0         | 0                    | 0                  | 1               | 0                   | 0              |
| Fukushima | 0     | 0         | 0         | 0         | 0         | 0                    | 0                  | 9               | 0                   | 0              |
| Fukui     | 0     | 0         | 0         | 0         | 0         | 0                    | 0                  | 3               | 0                   | 0              |
| Nagano    | 0     | 0         | 0         | 0         | 0         | 0                    | 0                  | 1               | 0                   | 0              |
| Gifu      | 1     | 0         | 2         | 1         | 0         | 3                    | 4                  | 112             | 0                   | 1              |
| Shiga     | 1     | 0         | 0         | 0         | 0         | 0                    | 0                  | 0               | 0                   | 0              |
| Kyōto     | 5     | 0         | 1         | 6         | 1         | 13                   | 10                 | 55              | 0                   | 0              |
| Osaka     | 0     | 0         | 2         | 0         | 0         | 1                    | 0                  | 9               | 0                   | 8              |
| Hyōgo     | 2     | 0         | 2         | 9         | 0         | 6                    | 7                  | 23              | 0                   | 0              |
| Nara      | 1     | 0         | 0         | 0         | 0         | 0                    | 0                  | 1               | 0                   | 0              |
| Wakayama  | 0     | 0         | 0         | 1         | 0         | 0                    | 2                  | 1               | 0                   | 11             |
| Tottori   | 0     | 0         | 0         | 0         | 0         | 0                    | 0                  | 3               | 0                   | 0              |
| Shimane   | 0     | 0         | 0         | 0         | 0         | 0                    | 0                  | 2               | 0                   | 2              |
| Okayama   | 61    | 3         | 8         | 152       | 0         | 2530                 | 26                 | 50              | 0                   | 0              |
| Hiroshima | 106   | 8         | 29        | 79        | 0         | 260                  | 293                | 463             | 0                   | 0              |
| Tokushima | 0     | 0         | 0         | 0         | 0         | 0                    | 0                  | 4               | 0                   | 0              |
| Kagawa    | 0     | 0         | 0         | 3         | 0         | 0                    | 0                  | 8               | 0                   | 0              |
| Ehime     | 26    | 0         | 3         | 6         | 2         | 29                   | 164                | 20              | 0                   | 0              |
| Kōichi    | 3     | 0         | 0         | 1         | 0         | 10                   | 42                 | 32              | 0                   | 0              |
| Fukuoka   | 4     | 0         | 6         | 14        | 0         | 9                    | 17                 | 122             | 3                   | 8              |
| Saga      | 2     | 0         | 1         | 4         | 0         | 1                    | 3                  | 14              | 0                   | 3              |
| Nagasaki  | 0     | 0         | 0         | 10        | 0         | 1                    | 0                  | 4               | 1                   | 0              |
| Kumamoto  | 0     | 0         | 1         | 0         | 0         | 0                    | 3                  | 4               | 2                   | 4              |
| Ōita      | 0     | 0         | 1         | 3         | 0         | 2                    | 1                  | 3               | 0                   | 1              |
| Miyazaki  | 1     | 0         | 1         | 0         | 0         | 0                    | 0                  | 0               | 0                   | 0              |
| Kagoshima | 2     | 0         | 0         | 1         | 0         | 1                    | 0                  | 5               | 0                   | 1              |
| Okinawa   | 0     | 0         | 0         | 5         | 0         | 0                    | 0                  | 0               | 0                   | 0              |
| Gesamt    | 215   | 11        | 57        | 295       | 3         | 2866                 | 572                | 950             | 6                   | 42             |

### Infrastruktur

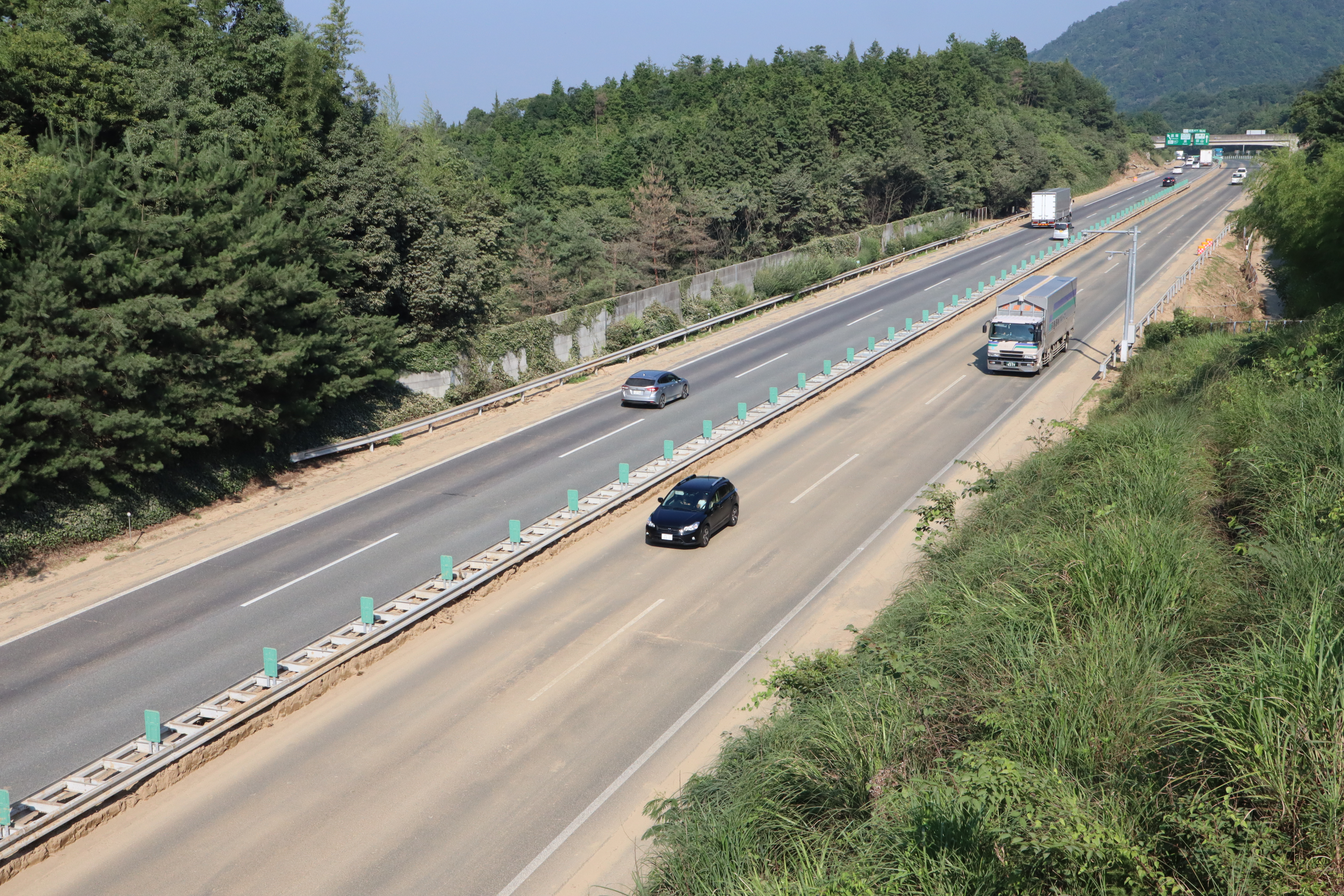
Die wiedereröffnete San’yō-Autobahn am 16. Juli, im Bereich der Mittelschutzplanke sowie auf der Fahrbahn sind noch Reste des Schlamms zu erkennen

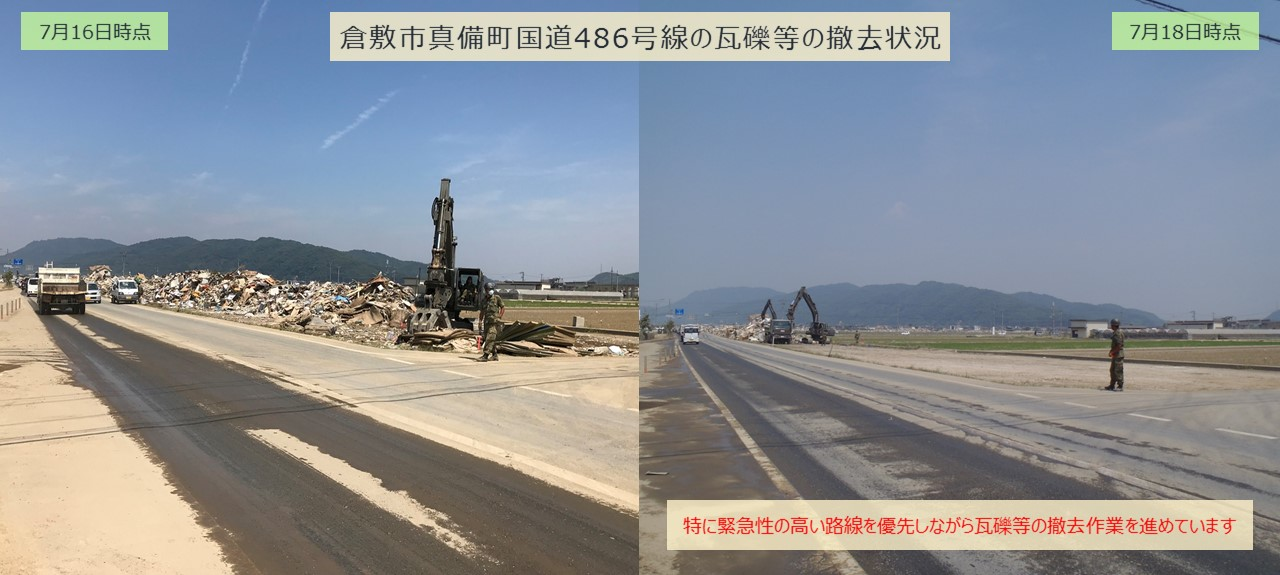
Aufräumarbeiten der Nationalstraße Nr. 486 in Kurashiki (links der Zustand am 16. und rechts am 18. Juli)

Die Überschwemmungen und Erdrutsche beschädigten weite Teile der Infrastruktur im Westen Japans und führten zwischenzeitlich aufgrund von Stromausfällen und blockierten Transportwegen zu Lebensmittelknappheit. In einigen Orten mangelte es vor allem an sauberem Trinkwasser, welches aufgrund der Hitzewelle ab dem 9. Juli dringend nötig war. Das Energieversorgungsunternehmen Chūgoku Denryoku meldete am 8. Juli, dass in deren Betrieb in 18.800 Häusern der Strom ausgefallen sei; laut NTT West seien im Zeitraum von 7. bis 8. Juli etwa 12.400 Stromleitungen aufgrund von Beschädigungen nicht zu gebrauchen gewesen. Viele Straßen, darunter auch mehrere Autobahnen, sowie Eisenbahnstrecken wurden mit Schlamm überschwemmt und mussten für mehrere Tage gesperrt werden. Der San’yō-Shinkansen wurde am 7. Juli stillgelegt, sodass vom Bahnhof Tokio kommende Tōkaidō-Shinkansen-Züge nur bis Shin-Osaka fuhren, die dadurch ungenutzten Shinkansen-Züge wurden von der West Japan Railway Company (kurz JR West) als temporäre Übernachtungsmöglichkeiten für Evakuierte zur Verfügung gestellt. 10 Strecken der JR West mussten für mehrere Monate außer Betrieb genommen werden, darunter auch die San’yō-Hauptlinie. Der Flughafen Hiroshima selbst wurde zwar nicht beschädigt, jedoch mussten von 6. bis 8. Juli insgesamt 1500 Menschen im Flughafengebäude übernachten, da die Zufahrtswege überschwemmt waren.
Folgende Autobahnen der West Nippon Expressway Company (西日本高速道路株式会社 Nishi Nihon Kōsoku-dōro kabushiki-gaisha) wurden infolge des Unwetters schwer beschädigt:
- San’yō-Autobahn zwischen Hiroshima und Mihara
- Chūgoku-Autobahn zwischen Niimi und Maniwa
- Kōchi-Autobahn zwischen Shikokuchūō und Ōtoyo
- Kyūshū-Autobahn um Kitakyūshū

### Absage geplanter Ereignisse
Im Sport wurden u. a. mehrere Spiele der Central League (Baseball), die z. B. im Nagoya Dome stattfinden sollten, sowie der J2 League, J3 League und des Kaiserpokals (Fußball) infolge des Unwetters abgesagt. Die Unterzeichnung des Freihandelsabkommens EU-Japan wurde von Brüssel nach Tokio verlegt und um mehrere Tage verschoben, da Premierminister Shinzō Abe seine geplante Europa-Reise absagte, um die Rettungsmaßnahmen für das Unwetter koordinieren und das Katastrophengebiet besuchen zu können. Bei der Militärparade zum französischen Nationalfeiertag in Paris, zu der Abe eingeladen worden war, wurde er durch Außenminister Tarō Kōno vertreten.

### Wirtschaftliche Schäden
Mitsubishi Motors, Mazda, Daihatsu, Panasonic und andere Unternehmen schlossen ihre Produktionsstätten zwischenzeitlich aufgrund von Lieferungsschwierigkeiten und zu hohen Risiken für ihre Mitarbeiter. Allein die landwirtschaftlichen Schäden beliefen sich am 22. Juli auf insgesamt 119,8 Milliarden ¥ (etwa 921 Millionen €, Kurs von Juli 2018).

## Rettungsmaßnahmen

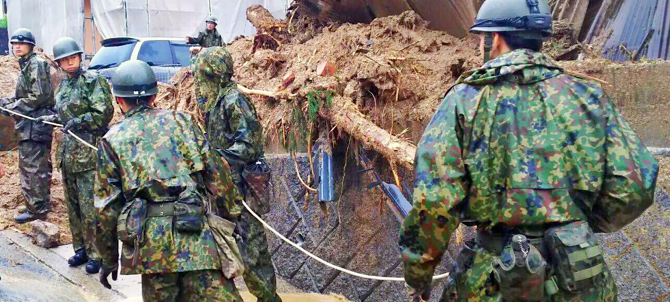
Rettungskräfte beim Einsatz im Katastrophengebiet

Premierminister Shinzō Abe berief am 8. Juli erstmals seit dem Kumamoto-Erdbeben 2016 eine Katastrophen-Kabinettssitzung ein und sprach von einem „Wettlauf gegen die Zeit“. Chefkabinettssekretär Yoshihide Suga verkündete am 10. Juli, dass die Regierung 2 Milliarden ¥ (etwa 15,3 Millionen €) zur Verbesserung der Transportwege und Lebensmittelversorgung sowie einen Notfonds von 400 Milliarden ¥ (etwa 3,1 Milliarden €) zur allgemeinen Katastrophenbewältigung bereitgestellt habe. Rund 54.000 Einsatzkräfte der Selbstverteidigungsstreitkräfte, Polizei, Feuerwehr und Küstenwache suchten nach Vermissten und räumten Trümmer auf. Trotz des sehr schwülen Wetters mit Temperaturen von bis zu 40 °C halfen tausende Freiwillige bei den Aufräumarbeiten.

### Internationale Hilfe
Mehrere Staaten wie Taiwan, China, die Philippinen oder die Vereinigten Staaten unterstützten die japanischen Einsatzkräfte bei den Rettungsmaßnahmen und stellten auch finanzielle Mittel zur Katastrophenbewältigung zur Verfügung.